# Petra Schuurman
Petra Schuurman (ur. 9 czerwca 1968) – holenderska szachistka, mistrzyni FIDE od 2003 roku.

## Kariera szachowa
Wielokrotnie startowała w finałach indywidualnych mistrzostw Holandii kobiet, zdobywając trzy medale: srebrny (2008) oraz dwa brązowe (2003, 2004). Pomiędzy 2002 a 2008 r. czterokrotnie reprezentowała narodowe barwy na szachowych olimpiadach, najlepszy wynik uzyskując w 2006 r. w Turynie, gdzie holenderskie szachistki zajęły VII miejsce. Była również pięciokrotną (w latach 2001–2009) uczestniczką drużynowych mistrzostw Europy.
W 2004 r. zajęła III m. w jednym pobocznych turniejów festiwalu Corus w Wijk aan Zee oraz zwyciężyła w otwartym turnieju w Austrii. Od 2010 r. nie uczestniczy w turniejach klasyfikowanych przez Międzynarodową Federację Szachową.
Najwyższy ranking w karierze osiągnęła 1 listopada 2009 r., z wynikiem 2354 punktów dzieliła wówczas 92-93. miejsce na światowej liście FIDE, jednocześnie zajmując 2. miejsce (za Peng Zhaoqin) wśród holenderskich szachistek.